# Christa Sommerer et Laurent Mignonneau

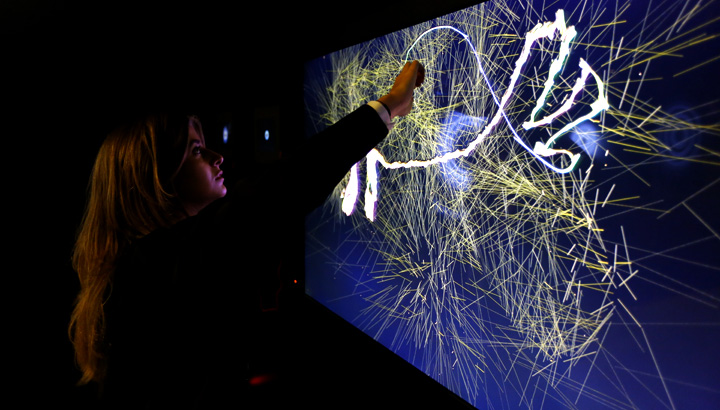
Exemple d'une surface interactive d'un autre artiste.

Christa Sommerer et Laurent Mignonneau sont deux artistes et enseignants spécialisés dans les nouveaux médias. Ils travaillent ensemble depuis le début des années 1990. Ils sont reconnus comme des pionniers de l'art interactif. Ils sont titulaires de nombreuses récompenses internationales, notamment deux prix Ars Electronica.

## Parcours
Christa Sommerer étudie la botanique et la biologie à l'Université de Vienne, avant d'entrer à l'Académie des beaux-arts de la même ville, où elle étudiera la sculpture.
Laurent Mignoneau a étudié à l'école des beaux-arts (actuellement École européenne supérieure de l'image) d'Angoulême en art vidéo.
C'est en 1991, à l'Institut des nouveaux médias (Institut für Neue Medien (de)) de Francfort, alors sous la direction de Peter Weibel, qu'ils se rencontrent. Après plusieurs résidences artistiques (dont NCSA), ils deviennent des chercheurs pour l'ATR (Advanced Telecommunications Research Center) et le IAMAS (Institut of Advanced Media Arts and Sciences).
Ils dirigent et enseignent au département « Culture des interfaces » pour l'Universität für künstlerische und industrielle Gestaltung Linz de Linz en Autriche. Ils ont créé plus de vingt œuvres ensemble.

## Installation et vie artificielle
Leur œuvre se concentre beaucoup sur le savoir scientifique qu’ils intègrent au concept de l’interaction avec l'intelligence artificielle. Ils laissent aux participants une autonomie, parfois intuitive, selon les paramètres des projets artistiques dans les différentes formes d'installation qu’ils emploient,.
- Ils développeront différents systèmes de navigation web interactifs qui détiennent des dispositifs de reconnaissance comme des capteurs.
- Ils créèrent des installations adaptées à des lieux publics extérieurs où l'on relie une forme d'interaction avec les bâtiments ou leur surface selon l'idée artistique.
- Ils reproduisent la vie artificielle par une programmation qui suit les directives d'une surface interactive qui simule des mutations ou des modifications biologiques.
- Ils font aussi des installations à partir d'objets qu'ils modifient avec des capteurs et d'autres dispositifs selon l'objectif artistique des deux artistes.

## Œuvres (sélection)
- Interactive Plant Growing (an interactive computer installation), 1992[4],[5]
- A-Volve (a real-time interactive environment), États-Unis et japon, 1994-1997[4].
- Haze Express (an interactive computer installation), 1999[4].
- Mobile Feelings (affective computing), 2002-2003[4].
- Wissengewächs (interactive façade), 2007[4].
- The Value of Art (interactive paintings), 2010[4].
- Portrait on the Fly- interactive (interactive installation) 2015[4].
- Neuro Mirror (installation interactive), 2017[4].

## Expositions (sélection)
- Ars Electronica (Linz, Autriche) 1993, 1994, 1996, 1999, 2000, 2003, 2004
- Siggraph 1993, 1994, 2001
- 3e Biennale Artifices, Saint-Denis, France 1994
- NTT-ICC Museum, Tokyo, Japon, 1994, 1997, 2006, 2007, 2008
- ZKM (Zentrum fuer Kunst und Medientechnologie), Karlsruhe, Allemagne, 1997, 2003
- MOMA, New York, 2000